# بتشنلو
بتشنلو هي قرية في مقاطعة نقدة، إيران. يقدر عدد سكانها بـ 14 نسمة بحسب إحصاء 2016.